# Aikikai
Aikikai is de originele school van Aikido, zoals deze oorspronkelijk is opgezet door Morihei Ueshiba, de grondlegger van Aikido. Aikikai is een van de 16 en tevens de grootste stijlen binnen Aikido. Binnen de Aikikai organisatie zijn 1,6 miljoen Aikidoka's aangesloten verdeeld over 95 landen. Aikikai is onderdeel van de Aikikai Foundation in Tokio met de Aikikai Hombu Dojo als hoofdkwartier. Aikikai Aikido wordt buiten Japan vertegenwoordigd door de International Aikido Federation. Aikikai wordt wereldwijd vertegenwoordigd door de Doshu (道主 / どうしゅ), wat letterlijk vertaald uit het Japans 'meester van de weg' betekent. Op dit moment (2019) is de kleinzoon (Moriteru Ueshiba) van de oprichter van Aikido (Morihei Ueshiba) de Doshu en vertegenwoordigt Aikikai wereldwijd.